# Igaliku

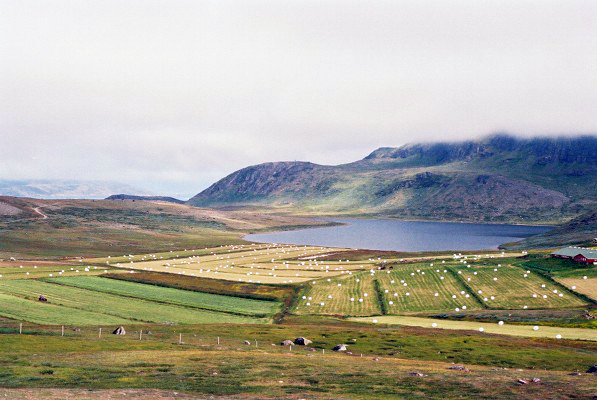
Landbouw in de buurt van de nederzetting.

Igaliku (Igaliko) is een kleine nederzetting gelegen in het zuiden van Groenland ongeveer tussen de plaatsen Qaqortoq en Narsarsuaq. Bestuurlijk valt het onder de gemeente Kujalleq. Het aantal inwoners is ongeveer 30. Het is een toeristische bestemming vanwege de Viking ruïnes van Garðar.

## Ligging
Igaliku ligt aan het eind van een fjord in de omgeving van de hoofdplaats van de regio, Qaqortoq, dat aan dezelfde fjord nabij de oceaan ligt. Aan een ongeveer 11 km zuidelijker gelegen zij-arm van de fjord liggen twee gehuchten waar schapenhouders wonen. Grotere plaatsen zijn Qassiarsuk en Narsarsuaq 19 km noordelijker aan een andere fjord gelegen.

## Geschiedenis

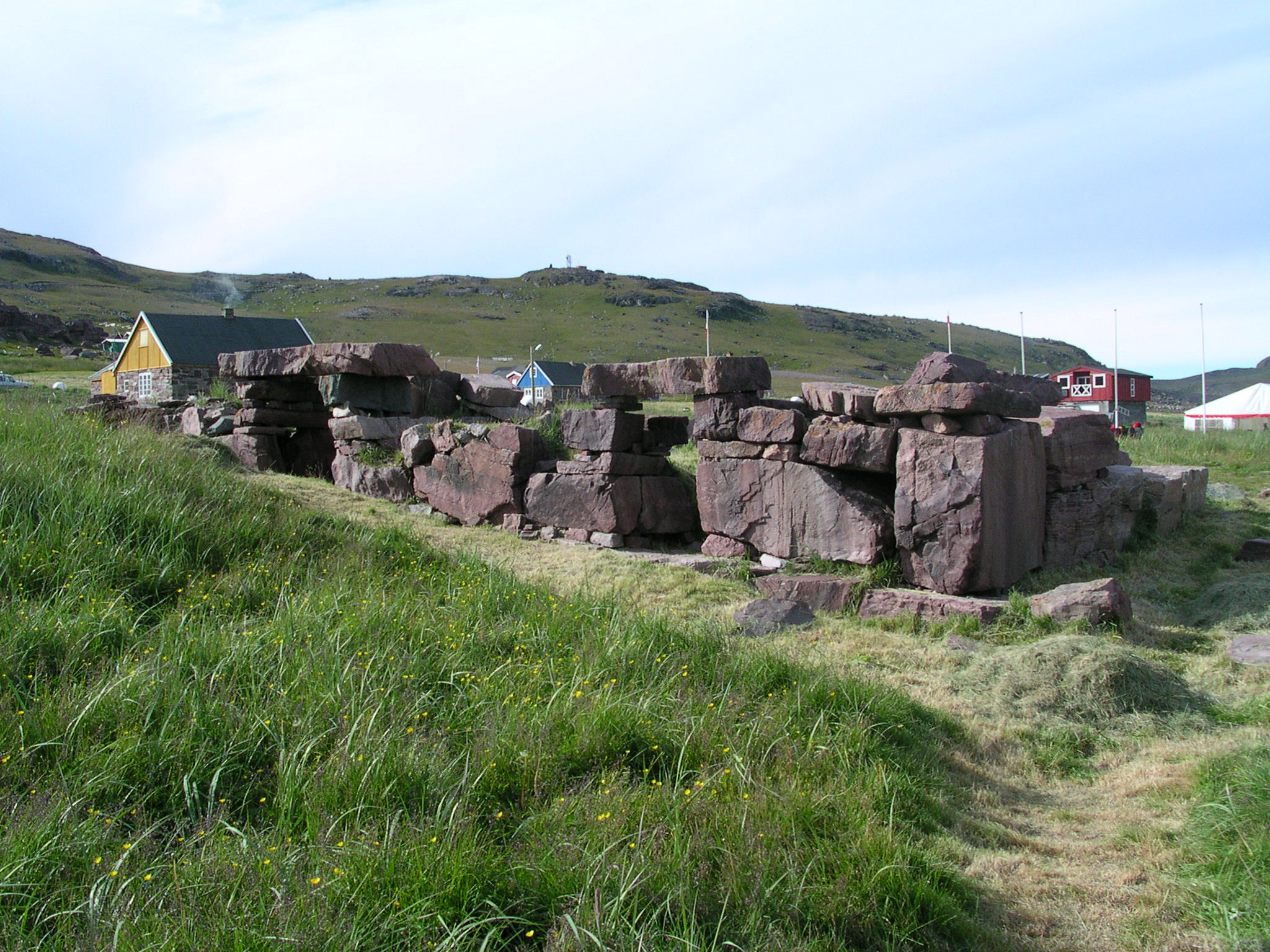
Ruïnes van Garðar

Igaliku werd in 1782 door Anders Olsen op de plek van het middeleeuwse Garðar gevestigd, waar de migranten uit Scandinavië met de Kathedraal van Garðar hun bisschopszetel hadden. De Domkerk was voor het toenmalige Groenland ongewoon groot: 27 meter lang en tot 16 meter breed en vermoedelijk voorzien van glazen vensters. Er is niet veel van over, meest nog het huis en de stal van de bisschop.
Op 6 augustus 2004 bezocht de Amerikaanse minister van buitenlandse zaken Colin Powell het dorp en ondertekende met de ministers van Groenland en Denemarken, Josef Motzfeldt en Per Stig Møller, bij de ruïnes een verdrag voor de uitbreiding van Thule Air Base.
Sinds 2017 is Igaliku deel van het UNESCO-werelderfgoed Kujataa.

## Economie
Igaliku bestaat voornamelijk van de schapenteelt. Op vijf boerderijen worden in totaal 2100 schapen gehouden, 30 ton schapen uit Igaliku worden jaarlijks in Narsaq geslacht. Door de aanwezigheid van ruïnes en wandelpaden is Igaliku een bestemming voor toeristen, wat de tweede inkomstenbron van het dorp is.

## Infrastructuur en voorzieningen
Er is een school met slechts enkele scholieren; voorts een gemeenschapsruimte, een kerk en een voetbalveld. Het energiebedrijf Nukissiorfiit levert stroom met wind- en zonne-energie. Een waterbedrijf levert drinkwater. Vuilnis wordt even buiten het dorp gestort.
De wegen zijn voorzien van een laag kiezel, er is een eenvoudige haven met een ponton.

## Bewoner
- Josef Motzfeldt (* 1941), politicus (partij: Inuit Ataqatigiit) en docent

## Bevolkingsontwikkeling
Rond het midden van de 20e eeuw woonden er rond 150 mensen, nadien is het aantal voortdurend gedaald zodat het rond 2015 tussen 25 en 30 ligt.
- Library of Congress Control Number: n84225407
- Nationale Bibliotheek van Israël: 987007560079605171
- Virtual International Authority File: 141950564
- WorldCat: E39PBJvt9C7vFfvC9HtBcHpQMP